# Överums kyrka
Överums kyrka är en kyrka som ligger i Överums församling i Västervik kommun.

## Historia
Överums bruk fick en egen brukspredikant 1862 och som gudstjänstlokal användes en byggnad vid torget. I början på 1870-talet byggde Överums bruk med hjälp av insamlade medel en ny kyrka som invigdes den 18 augusti 1872 vid det torget av biskop Ebbe Gustaf Bring. Kyrkan uppfördes av slaggsten och tegel utan torn och sakristia. Ett torn i trä byggdes 1889 på den västra sidan. Den tidigare byggnaden som fram till dess hade använts som gudstjänstlokal flyttades omkring 20 meter på rullar. Den användes som skola, bostad och sedan 1962 som församlingshem. 
I samband med bildandet av Överums församling 1931 skänkte bruket kyrkan, kyrkogården och prästbostaden till församlingen. I samband med en större renovering 1932 byggdes en sakristia.

## Orgel
- 1884 bygger Åkerman & Lund, Stockholm en orgel med 6 stämmor.
- 1937 bygger E.A. Setterquist & Son, Örebro en orgel med 12 stämmor fördelat på två manualer och pedal.
- 1968 bygger A. Mårtenssons Orgelfabrik AB, Lund en mekanisk orgel.

Disposition:
| Huvudverk I  | Svällverk II       | Pedal                  | Koppel |
| Rörflöjt 8'  | Gedackt 8'         | Subbas 16'             | I/P    |
| Principal 4' | Koppelflöjt 4'     | Gedackt 8'             | II/P   |
| Waldflöjt 2' | Principal 2'       | Italiensk Principal 4' | II/I   |
| Mixtur 3 ch  | Sivflöjt 1'        |                        |        |
|              | Rauschterzian 2 ch |                        |        |
|              | Tremulant          |                        |        |